# Aikikai Hombu Dōjō
Aikikai Hombu Dōjō (jap. 合気会本部道場) – kwatera główna Fundacji Aikikai w Tokio.

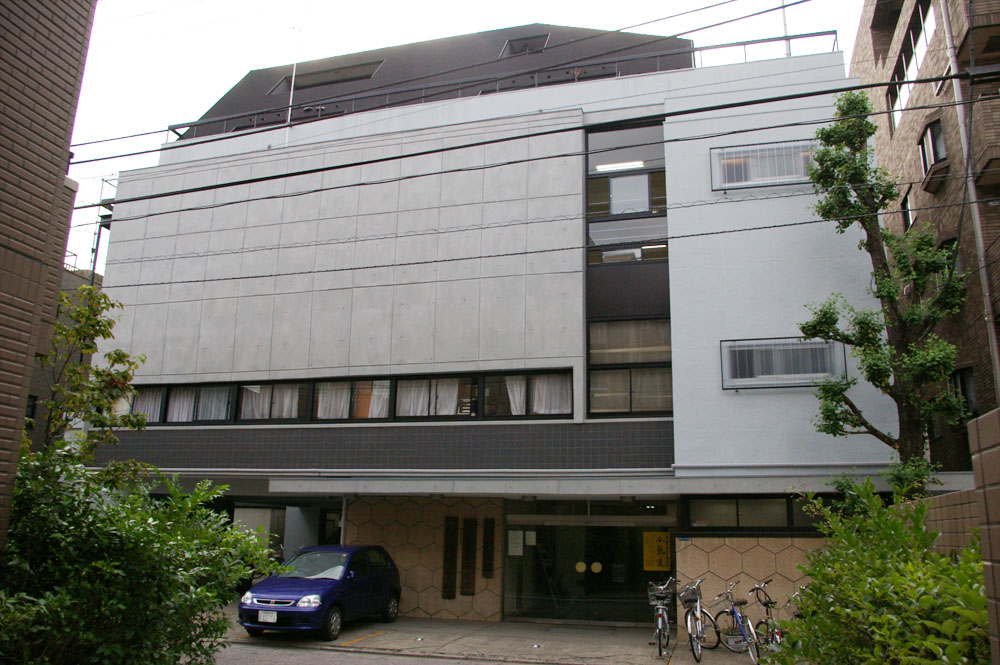
Aikikai Hombu Dōjō

W 1968 drewniane dojo zostało zastąpione nowoczesnym, betonowym budynkiem. Nowe, pięciopiętrowe dojo zawiera trzy osobne sale treningowe. Zarządzane przez dōshu Moriteru Ueshibę.

## Adres
AIKIKAI FOUNDATION Aikido World Headquarters
17-18 Wakamatsu-chō, Shinjuku-ku, Tokyo, 162-0056 Japan